# Lipová-lázně
Lipová-lázně ([ˈlɪpɔvaː ˈlaːzɲɛ]), bis 1960 Dolní Lipová (deutsch Nieder Lindewiese, kurz auch Lindewiese) ist eine Gemeinde im Okres Jeseník (dt. Freiwaldau) in Tschechien. Die Gemeinde ist ein Kaltwasserkurort.

## Geographie

### Geographische Lage
Der langgestreckte Ort liegt im Tal des Staříč (Staritz) zwischen dem Reichensteiner Gebirge und dem Altvatergebirge.

## Gemeindegliederung
Die Gemeinde Lipová-lázně besteht aus den Ortsteilen Bobrovník (Biberteich), Horní Lipová (Ober Lindewiese) und Lipová-Lázně (Nieder Lindewiese). Zu Lipová-lázně gehört die Wüstung Miroslav (Friedenshau).
Das Gemeindegebiet gliedert sich in die Katastralbezirke Dolní Lipová und Horní Lipová.

### Geologie
Oberhalb von Lipová-lázně gibt es ein Gesteinsvorkommen aus hellgrauem bis dunkelgrauem Marmor mit manchmal bläulicher Farbtendenz, das große Bekanntheit besitzt. Zeitweilig wurde der Lindewiese-Marmor von der traditionsreichen Firma W. Thust gewonnen. Wegen seiner sehr guten Witterungsbeständigkeit ist es noch heute ein für Grabmale nachgefragtes Material. Das Vorkommen ist Bestandteil der Brannáer-Gruppe im Moravo-Silesikum.

## Geschichte

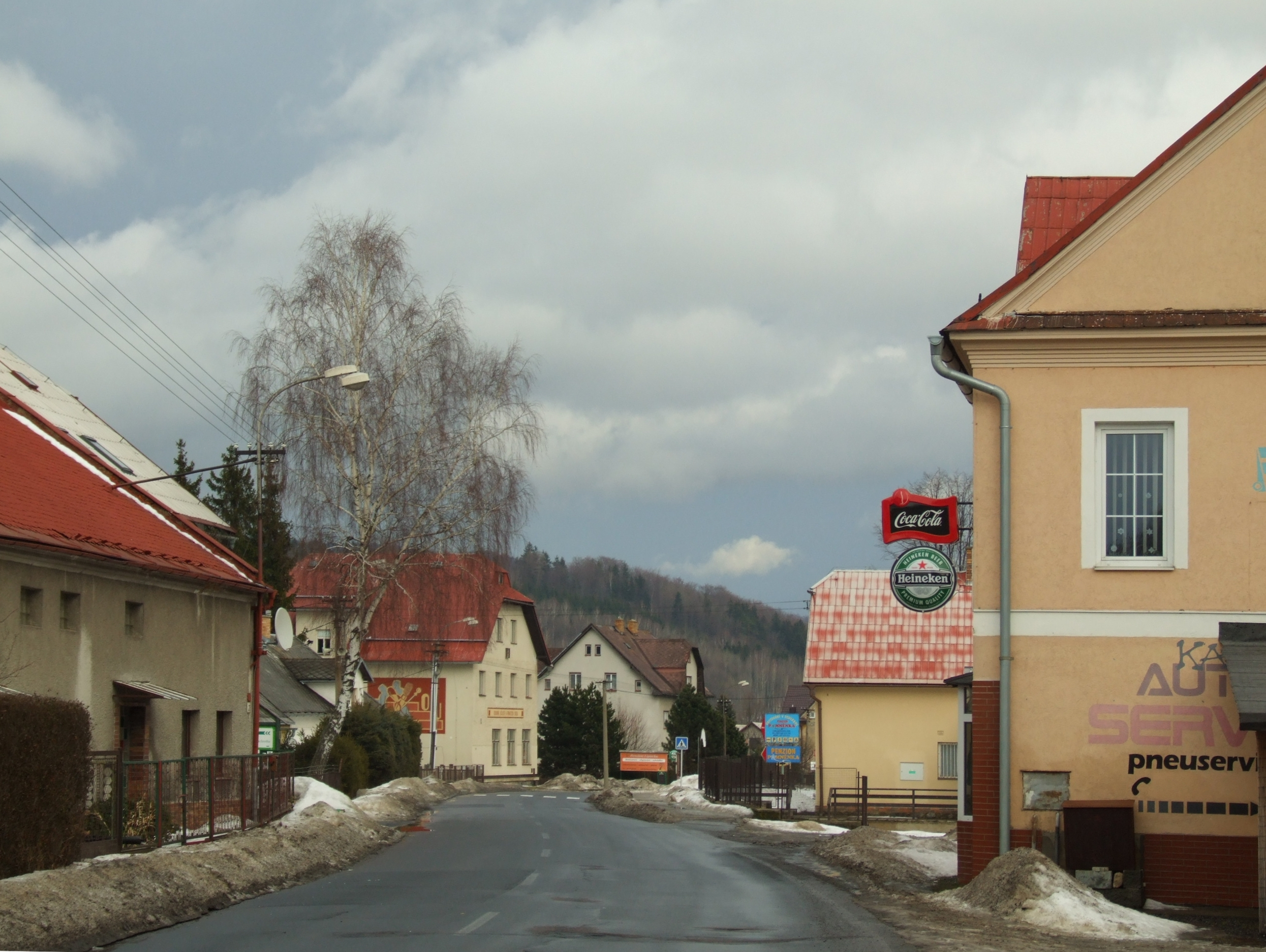
Lipová-lázně (Bad Lindewiese) – Hauptstraße

Unter dem Breslauer Bischof Thomas I. wurden zwischen 1232 und 1268 die Gebiete rund um das Altvatergebirge urbar gemacht. Für dieses Vorhaben holte er Siedler aus Thüringen und Franken. In einer Urkunde des Jahres 1257, die von Bischof Thomas I. und dem Breslauer Herzog Heinrich III. unterzeichnet wurde, werden Lindewiese und 28 andere Orte des Bezirkes Freiwaldau genannt. Wahrscheinlich bestanden diese Siedlungen lange vorher. In einer späteren Urkunde werden 40 Bauernstellen namentlich aufgeführt, die dem Bischof einen Zehnt zahlen mussten. Im Grundbuchamt Freiwaldau waren im Jahre 1547 57 Bauernsiedlungen eingetragen.
Bekannt wurde Lindewiese als Kurort, denn hier entwickelte Johann Schroth im 19. Jahrhundert die nach ihm benannte Schrothkur. Lindewiese und der Nachbarort Gräfenberg, untrennbar mit dem Begründer der modernen Kaltwasserkur Vinzenz Prießnitz verbunden, wurden zu den bekanntesten Kuranstalten der Habsburgermonarchie. Am 1. Dezember 1930 hatte die Gemeinde Niederlindewiese 3470 Einwohner, am 17. Mai 1939 3290 und am 22. Mai 1947 2046 Bewohner. Nach Ende des Zweiten Weltkriegs 1945 wurden die deutschen Einwohner enteignet und vertrieben. Nach dem Februarumsturz 1948 kam es zu einem Niedergang des Kurbetriebes. Seit der Samtenen Revolution wird Lipová-Lázně wieder zu einem modernen Kurort umgestaltet.

### Einwohnerentwicklung
Lipová-lázně hatte am 1. Dezember 1930 1544, am 17. Mai 1939 1430 und am 22. Mai 1947 547 Bewohner.

## Kultur und Sehenswürdigkeiten
- Johann-Schroth-Museum
- Lázně Dolní Lipová (Kurgebäude)
- Römisch-katholische Pfarrkirche des hl. Wenzel
- Tropfsteinhöhle Am Gemärke
- Johann-Schroth-Park
- Johann-Schroth-Lehrpfad

## Persönlichkeiten
- Reginald Kneifl (1761–1826), Naturwissenschaftler
- Josef Hohlbaum (1884–1945), Chirurg
- Klara Rosa Fietz (1905–1937), Ordensfrau, Mystikerin und Lehrerin
- Richard Hackenberg (1909–1995), Politiker (CDU)
- Rudolf Ohlbaum (1912–2006), Historiker
- Josef Hauke (1920–2009), Bildhauer
- Helmut Hellstorff (1923–2004), Hörspielregisseur und Schauspieler
- Robert Jung (1935–2015), Musikproduzent, Textdichter, Komponist und Sänger
- Franz Schwarz (1940–2017), Politiker (SPD)

## Partnerstädte
- Gmina Krapkowice, Polen